# Baczyn, Zachodniopomorskie
Baczyn [ˈbat͡ʂɨn] là một làng thuộc gmina Choszczno, huyện Choszczno, tỉnh Zachodniopomorskie, phía tây bắc Ba Lan. Baczyn cách thị trấn Choszczno khoảng 4 kilômét (2 mi) về phía đông nam cách thủ phủ của Zachodniopomorskie là Szczecin khoảng 65 km (40 mi) về phía đông nam.
Đối với lịch sử của vùng, xem Lịch sử Pomerania.